# BMT Canarsie Line

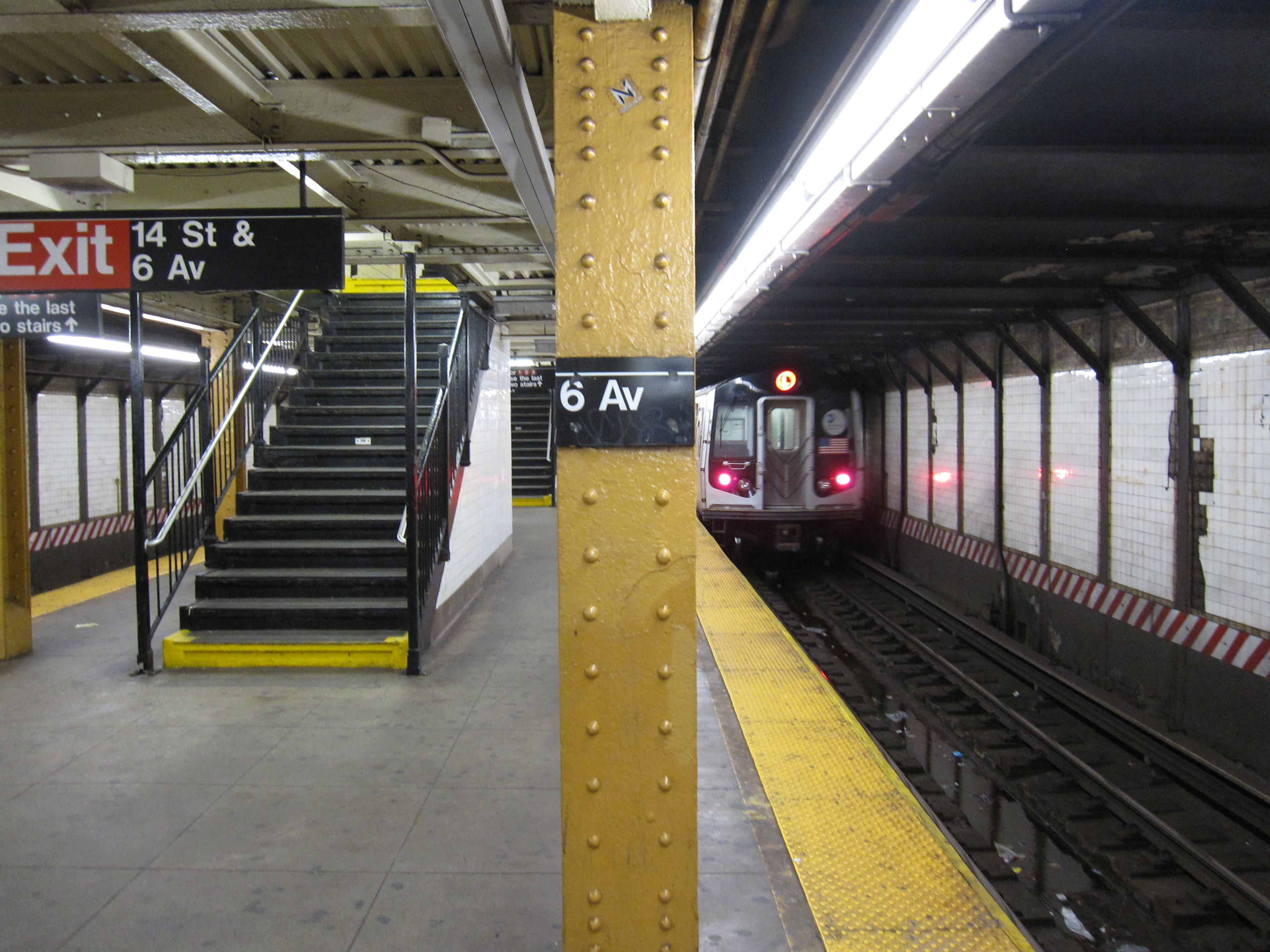
A Linha de Canarsie(BMT)

A Linha de Canarsie (BMT), em inglês:  BMT Canarsie Line é uma das linhas de trânsito rápido do metrô de Nova Iorque.  Foi inaugurada em 21 de outubro de 1865 (159 anos). Esta linha é uma secção da rede ferroviária que é operada pelo BMT (em inglês:  Brooklyn–Manhattan Transit Corporation), que é uma subdivisão da Divisão B do Metrô de Nova Iorque.